# Daniel Labadie
Pour les articles homonymes, voir Labadie.
Pas d'image ? Cliquez ici

a Compétitions nationales et continentales officielles uniquement.

Daniel Labadie, né le 1er mars 1925 à Saint-Martin-de-Seignanx et mort le 2 mai 1988 à Heugas, est un joueur français de rugby à XV qui évolue au poste de troisième ligne centre.

## Biographie
Né le 1er mars 1925  à Saint-Martin-de-Seignanx, Daniel Labadie est tout d'abord joueur de rugby dans le club de sa ville natale, le Saint-Martin-de-Seignanx olympique,. Alors que l'équipe est suspendue des compétitions par la Fédération française de rugby en 1950, la majorité des joueurs s'expatrie, notamment vers l'Aviron bayonnais ; Labadie rejoint ainsi le club basque,.
Il s'engage ensuite à l'AS Roanne évoluant alors en première division du championnat de France.
Il revient par la suite dans les Landes, intégrant l'US Dax. Il participe à la première finale disputée par le club dacquois en 1956, avant de remporter le Challenge Yves du Manoir en 1957,.
Après avoir mis un terme à sa carrière de joueur, il se reconvertit en tant qu'entraîneur, prenant entre autres en charge l'US Herm.
En parallèle de sa carrière sportive, il exerce le métier de contremaître municipal.
Il meurt le 2 mai 1988 à Heugas.

## Palmarès
- Championnat de France de rugby à XV :
  - Finaliste : 1956.
- Challenge Yves du Manoir :
  - Vainqueur : 1957.